# Кирил Лавров
Кирил Юревич Лавров (на руски: Кирилл Юрьевич Лавров) е известен руски актьор.

## Биография
Кирил Лавров е роден на 15 септември 1925 годинав семейството на народния актьор на СССР Юрий Сергеевич Лавров и актрисата Олга Ивановна Гудим-Левкович.
Народен актьор на РСФСР е от 1970 година, а на СССР от 1972 година, лауреат на Ленинска премия, герой на социалистическия труд.
Работи като художествен ръководител в „Големия драматичен театър Товстоногов“ до април 2007 година.
Умира от рак на 27 април 2007 годинав Санкт-Петербург, Русия.

## Избрана филмография
- 1956 – „Меден месец“
- 1958 – „Андрейка“
- 1964 – „Живи и мъртви“
- 1968 – „Братя Карамазови“
- 1969 – „Чайковски“
- 1974 – „Океан“
- 1976 – „Доверие“
- 1977 – „Обяснение в любов“
- 1979 – „Пътешествие в друг град“
- 1983 – „Магистрала“
- 1988 – „Забранена зона“
- 1997 – „Шизофрения“
- 2000 – „Бандитски Петербург. Барон“
- 2005 – „Казароза“
- 2006 – „Ленинград“